# Dornwelse
Die Dornwelse (Doradidae) sind Süßwasserfische aus den Flüssen und Seen des nördlichen und mittleren Südamerikas (bis Buenos Aires). Verbreitungsschwerpunkt ist das Amazonasbecken. Die Familie umfasst etwa 30 Gattungen mit fast 100 Arten. Die meisten Arten werden nur wenige Zentimeter bis 30 Zentimeter groß. Oxydoras niger kann jedoch einen Meter lang werden.

## Merkmale
Dornwelse besitzen eine gedrungene Gestalt, oft kaulquappenfömig mit einem breiten Rumpf und einem schmalen Schwanzstiel. Der Kopf ist breit und abgeplattet, der Schädel stark verknöchert. Die Grenzen der Knochenplatten lassen sich auch am lebenden Tier durch die Haut erkennen. Eine Knochenplatte des Schädels reicht auf der Rückenseite bis zum ersten, gezähnten Stachel der Rückenflosse. Auch die Brustflossen besitzen einen kräftigen Flossenstachel, der oft gezähnt oder gerillt ist. Entlang der Flanken findet sich eine Reihe dachziegelartig überlappender, meist dorniger Knochenplatten. Bei Doraops zuloagai ist die Knochenplattenreihe nur auf dem Vorderkörper vorhanden. Die Rückenflosse sitzt weit vorne, eine Fettflosse ist meist vorhanden aber meist klein, seltener gestreckt. Auch dazwischen können Knochenplatten vorhanden sein. Dornwelse haben ein langes Bartelpaar am Oberkiefer und zwei deutlich kürzere am Unterkiefer.

## Lebensweise
Dornwelse sind meist dämmerungs- oder nachtaktiv. Der Tag wird im Bodengrund oder versteckt zwischen Pflanzen, Wurzeln und Laub verbracht. Dabei können sie sich mit ihren starken Brustflossen verankern. Die meisten Arten sind territorial, einige leben auch in Gruppen. Über die Fortpflanzung der Dornwelse ist nur wenig bekannt. Einige Arten sollen Nester bauen und eventuell Brutpflege betreiben.

## Lauterzeugung
Im Englischen werden die Doradidae auch „talking catfishes“ genannt, da sie wie die afrikanischen Mochokidae in der Lage sind, hörbare Laute zu erzeugen. Sie reiben bei Belästigung einen dorsalen Knochenfortsatz des Brustflossenstrahls in einer Gelenkrinne. Die Laute entstehen sowohl beim Vorbewegen als auch beim Zurückbewegen der Brustflosse. Das Abspreizen der Brustflosse geht langsamer vor sich und der Laut ist dementsprechend länger als beim Anziehen. Die Pausen zwischen den Lauten sind gleich lang. Die größte Energie der Laute liegt bei Frequenzen zwischen 2 und 4 kHz. Die Mochokidae unterscheiden sich von den Doradidae nur durch die raschere Bewegung der Brustflossen, d. h. die Laute und die Pausen zwischen den Lauten sind kürzer als bei den Doradidae.

## Systematik
Zusammen mit den Falschen Dornwelse (Auchenipteridae) bilden die Dornwelse innerhalb der Welsartigen (Siluriformes) die Überfamilie Aspredinoidea.

## Gattungen und Arten
Die Dornwelse werden in 6 Unterfamilien, ca. 30 Gattungen und etwa 100 Arten gegliedert.
- Familie Doradidae (Dornwelse)

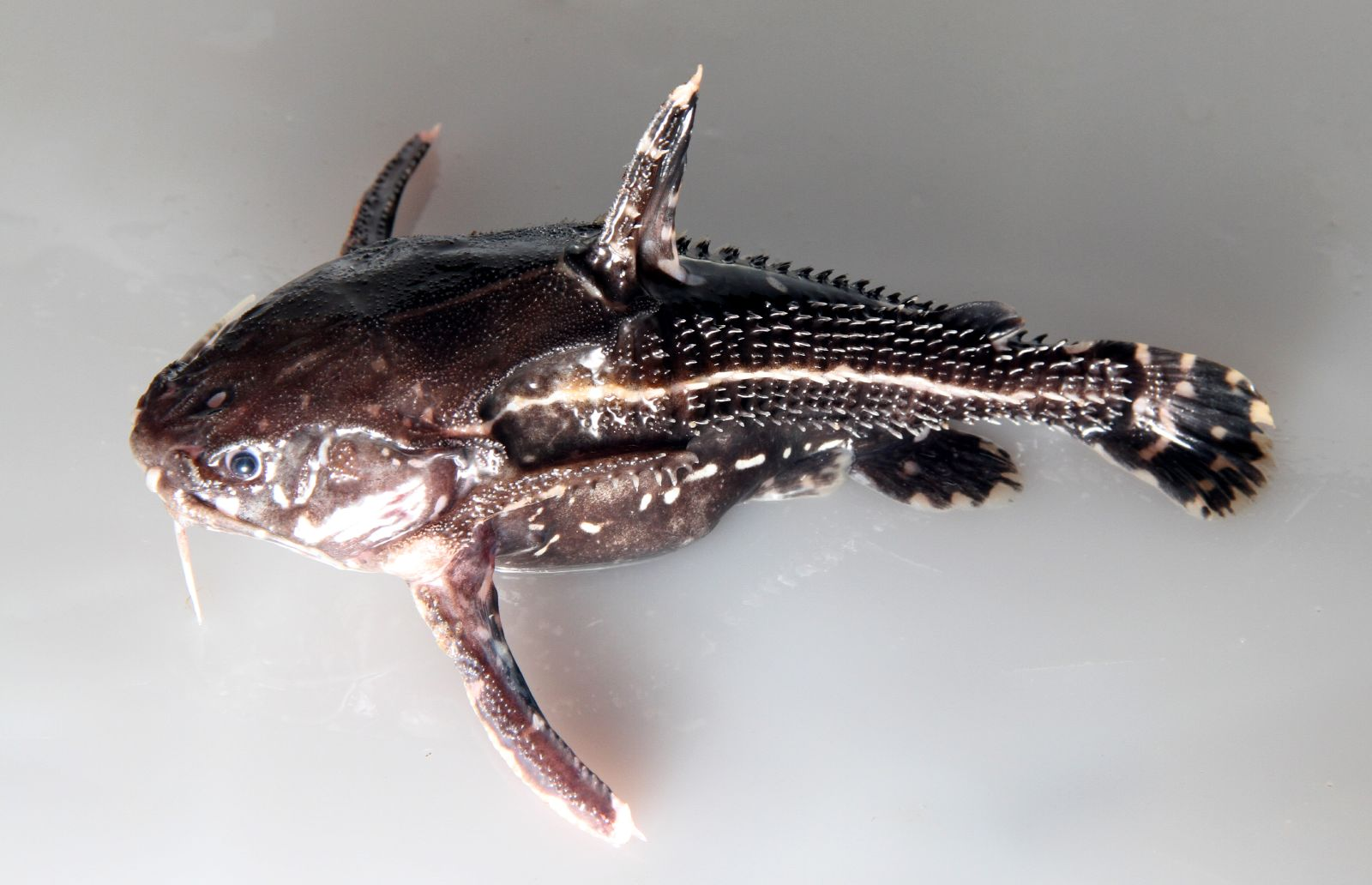
Acanthodoras spinosissimus

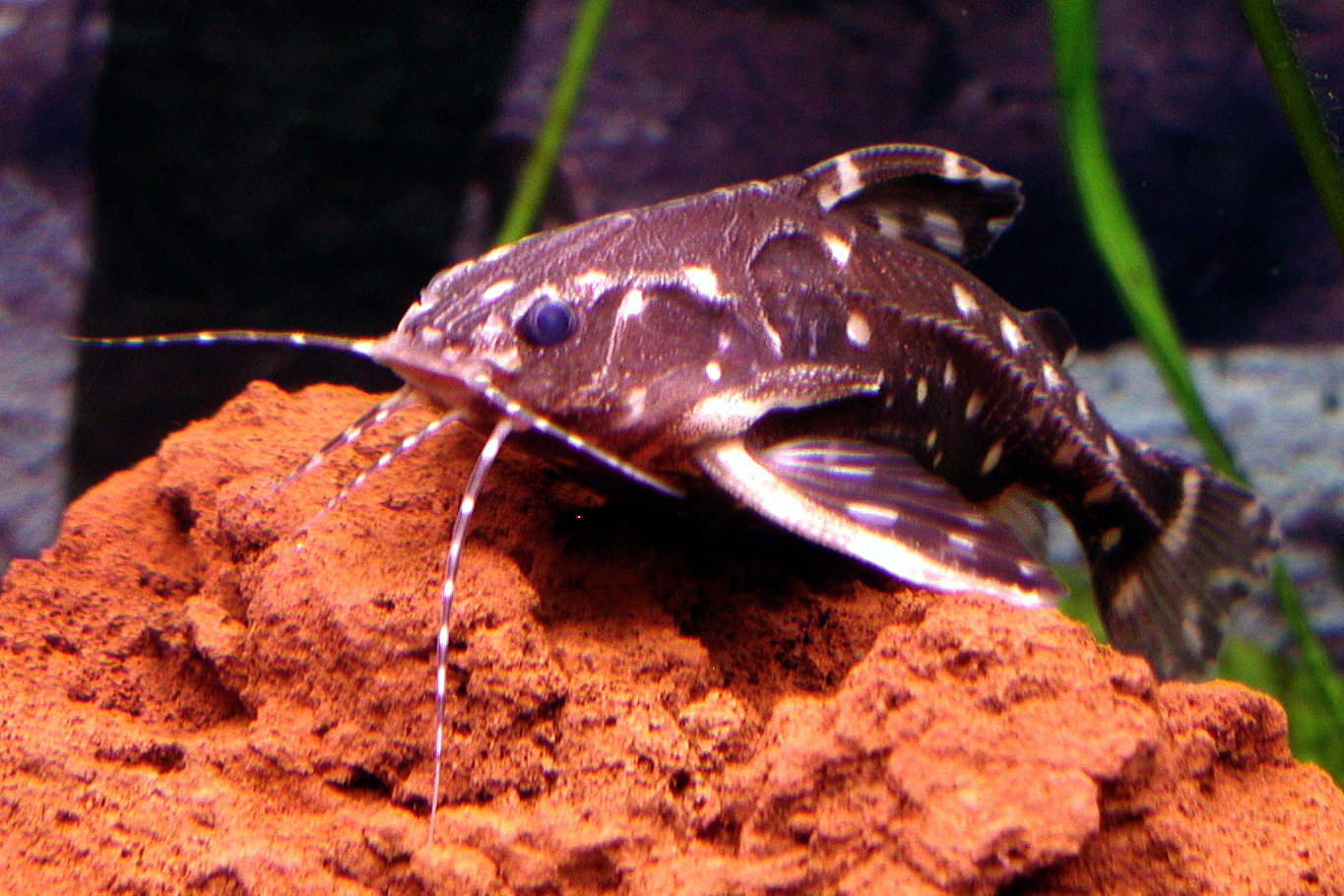
Kammdornwels (Agamyxis pectinifrons)

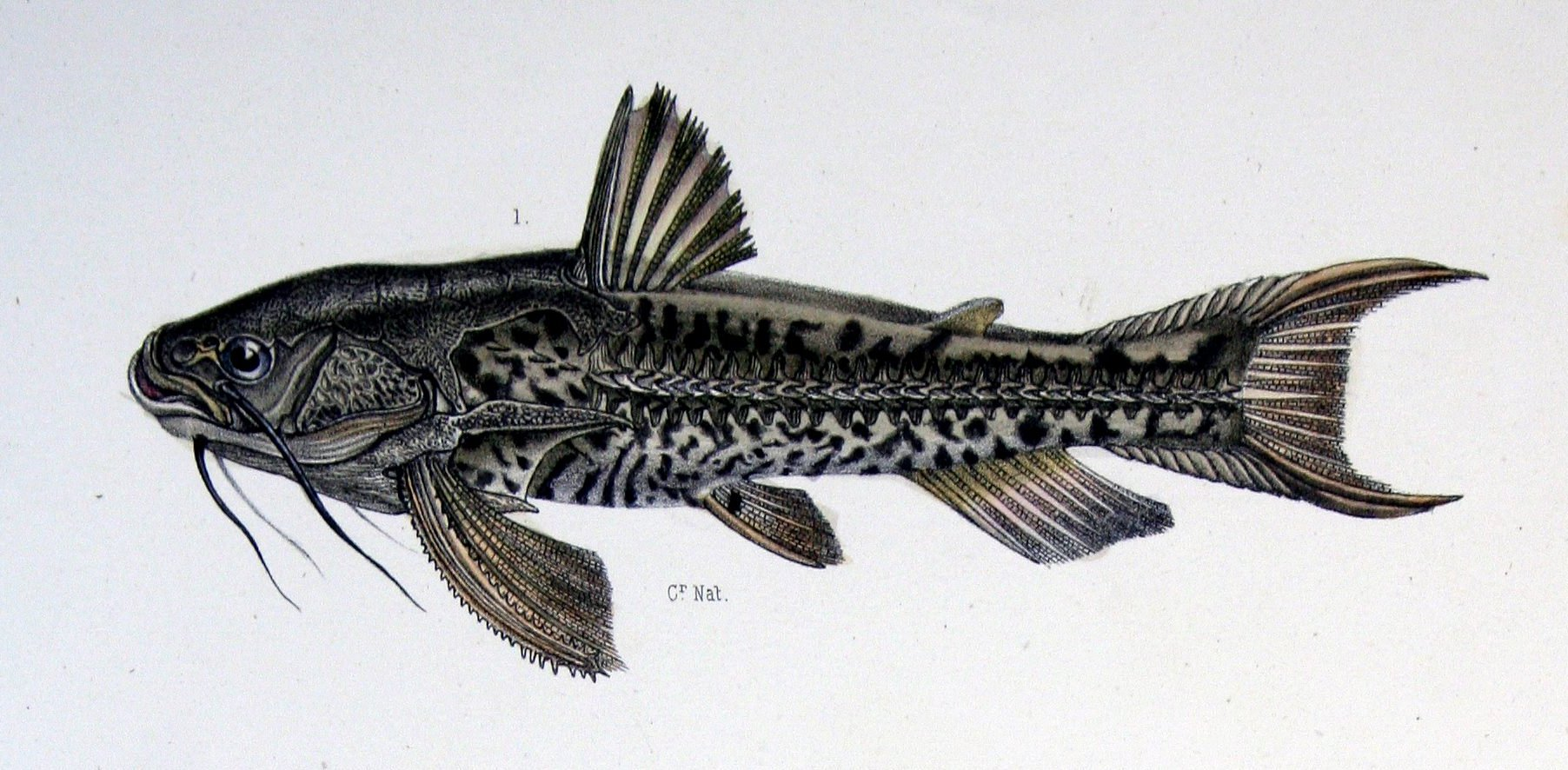
Anadoras weddellii

  - Unterfamilie Acanthodoradinae Sabaj & Arce, 2021
    - Gattung Acanthodoras Bleeker, 1862
      - Acanthodoras cataphractus
      - Acanthodoras depressus
      - Acanthodoras spinosissimus

  - Unterfamilie Agamyxinae Sabaj & Arce, 2021
    - Gattung Agamyxis Cope, 1878
      - Agamyxis albomaculatus (Peters, 1877)
      - Kammdornwels (Agamyxis pectinifrons (Cope, 1870))

  - Unterfamilie Astrodoradinae Higuchi, Birindelli, Sousa & Britski, 2007[3]
    - Gattung Amblydoras Bleeker, 1862
      - Amblydoras affinis
      - Amblydoras bolivarensis
      - Amblydoras gonzalezis
      - Knurrender Dornwels (Amblydoras hancocki)
      - Amblydoras monitor
      - Amblydoras nauticus

    - Gattung Anadoras Eigenmann, 1925
      - Anadoras grypus
      - Anadoras insculptus
      - Anadoras regani
      - Anadoras weddellii

    - Gattung Astrodoras Bleeker, 1862
      - Astrodoras asterifrons

    - Gattung Hypodoras Eigenmann, 1925
      - Hypodoras forficulatus Eigenmann, 1925

    - Gattung Merodoras Higuchi, Birindelli, Sousa & Britski, 2007
      - Merodoras nheco Higuchi et al., 2007

    - Gattung Physopyxis Cope, 1871Physopyxis lyra
      - Physopyxis lyra Cope, 1872

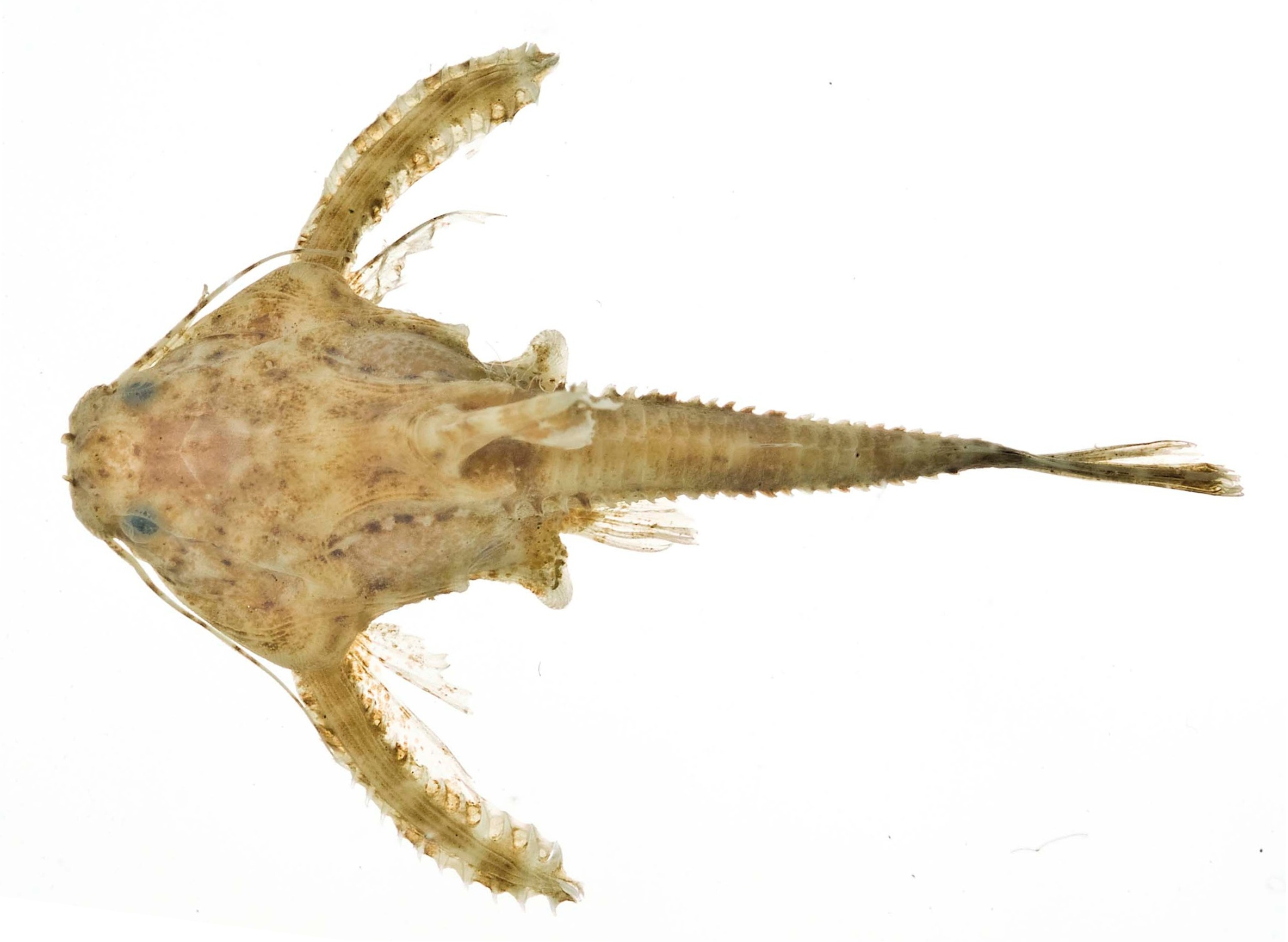
Physopyxis lyra

      - Physopyxis ananas Sousa & Rapp Py-Daniel, 2005
      - Physopyxis cristata Sousa & Rapp Py-Daniel, 2005

    - Gattung Scorpiodoras Eigenmann, 1925[4]
      - Scorpiodoras calderonensis (Vaillant, 1880)
      - Scorpiodoras heckelii (Kner, 1855)
      - Scorpiodoras liophysus Sousa & Birindelli, 2011

  - Unterfamilie Doradinae Bleeker, 1858[3]Centrochir crocodili

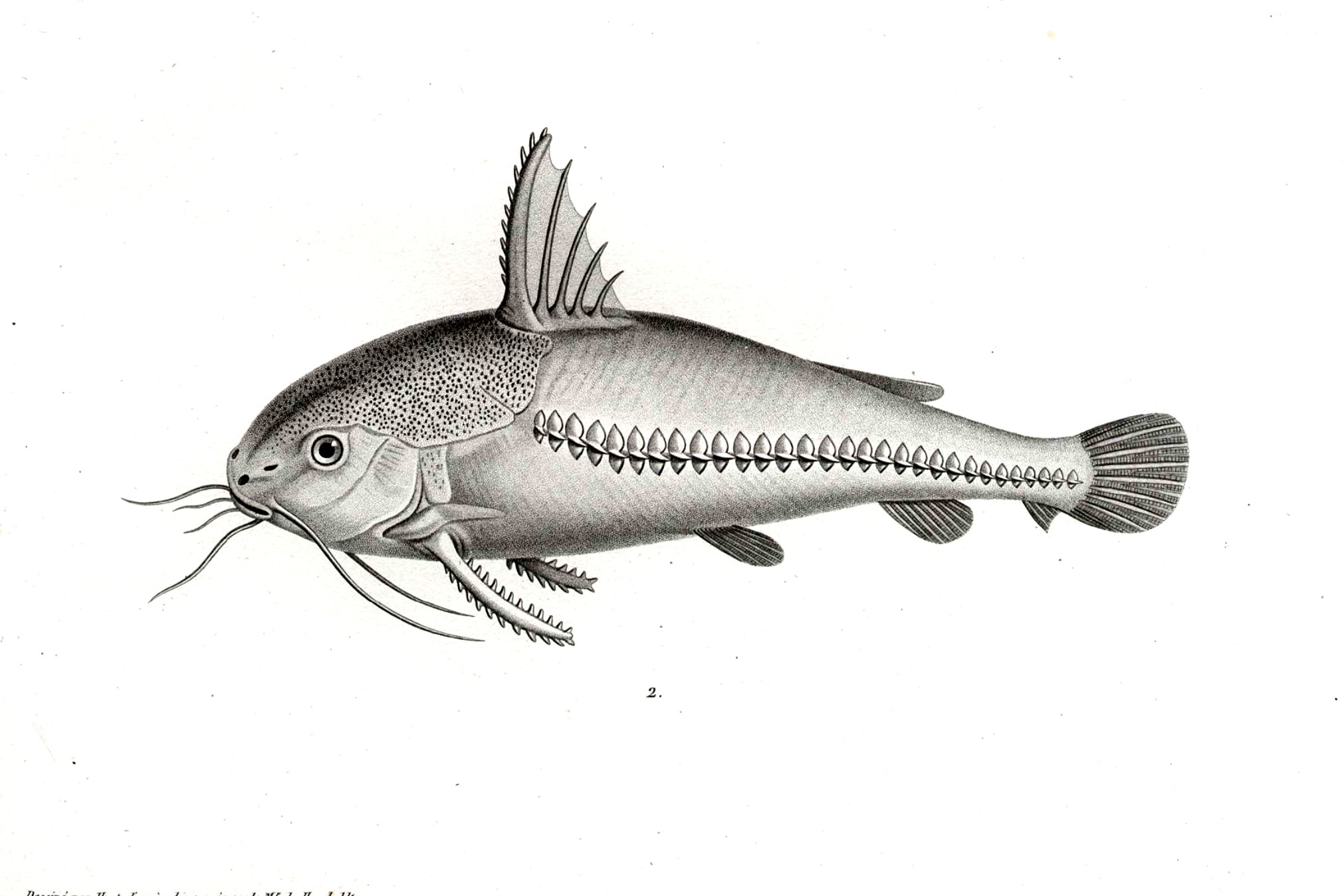
Centrochir crocodili

    - Gattung Anduzedoras Fernández-Yépez, 1968
      - Anduzedoras oxyrhynchus

    - Gattung Centrochir Agassiz in Spix & Agassiz, 1829
      - Centrochir crocodili

    - Gattung Centrodoras Eigenmann, 1925
      - Centrodoras brachiatus
      - Centrodoras hasemani

    - Gattung Doraops Schultz, 1944
      - Doraops zuloagai

    - Gattung Doras Lacepède, 1803
      - Doras carinatus
      - Doras eigenmanni
      - Doras fimbriatus
      - Doras micropoeus
      - Doras punctatus

    - Gattung Hassar Eigenmann & Eigenmann, 1888
      - Hassar affinis
      - Hassar gabiru
      - Hassar orestis
      - Hassar shewellkeimi Sabaj Pérez & Birindelli, 2013
      - Hassar wilderi

    - Gattung Hemidoras Bleeker, 1858Hemidoras stuebelii
      - Hemidoras boulengeri
      - Hemidoras morei
      - Hemidoras morrisi
      - Hemidoras stenopeltis
      - Hemidoras stuebelii

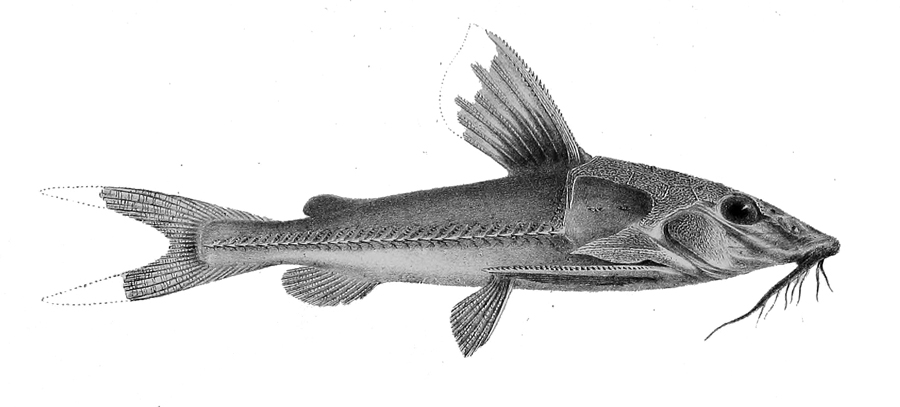
Hemidoras stuebelii

    - Gattung Leptodoras Boulenger, 1898Leptodoras acipenserinus
      - Leptodoras acipenserinus
      - Leptodoras copei
      - Leptodoras hasemani
      - Leptodoras juruensis
      - Leptodoras linnelli
      - Leptodoras myersi
      - Leptodoras praelongus

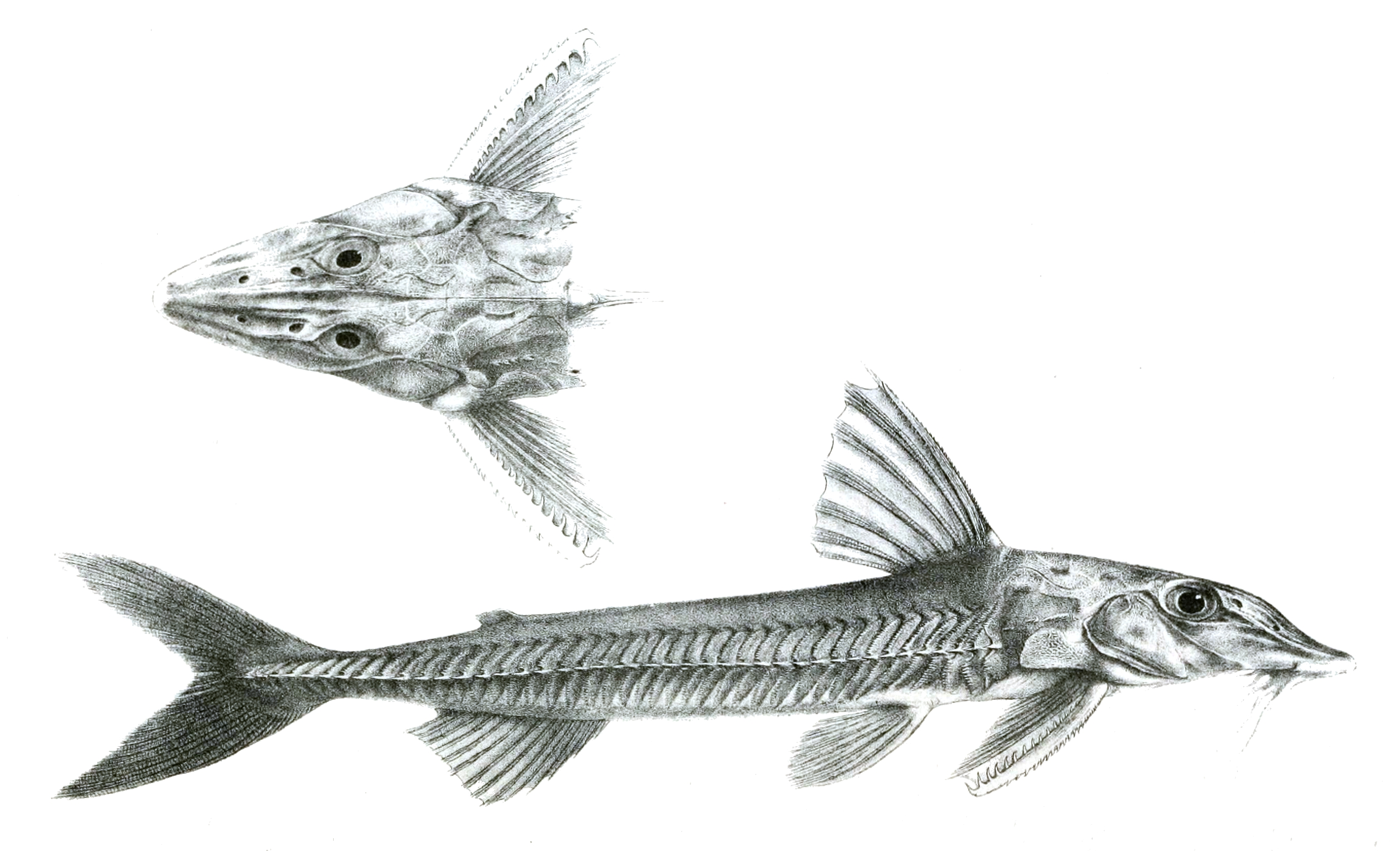
Leptodoras acipenserinus

    - Gattung Lithodoras Bleeker, 1862
      - Lithodoras dorsalis

    - Gattung Megalodoras Eigenmann, 1925Megalodoras uranoscopus
      - Megalodoras guayoensis
      - Megalodoras laevigatulus
      - Megalodoras uranoscopus

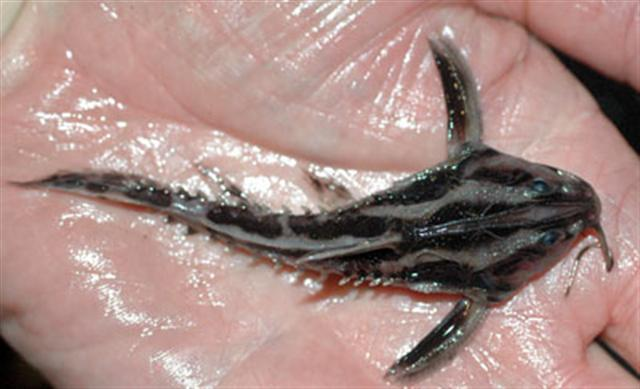
Megalodoras uranoscopus

    - Gattung Nemadoras Eigenmann, 1925
      - Nemadoras cristinae Pérez et al., 2014
      - Nemadoras elongatus
      - Nemadoras hemipeltis
      - Nemadoras humeralis

    - Gattung Ossancora Birindelli & Sabaj Pérez, 2011
      - Ossancora asterophysa Birindelli & Sabaj Pérez, 2011

    - Gattung Oxydoras Kner, 1855
      - Oxydoras kneri
      - Schwarzer Dornwels (Oxydoras niger)
      - Oxydoras sifontesi

    - Gattung Platydoras Bleeker, 1862Liniendornwels
(Platydoras armatulus)

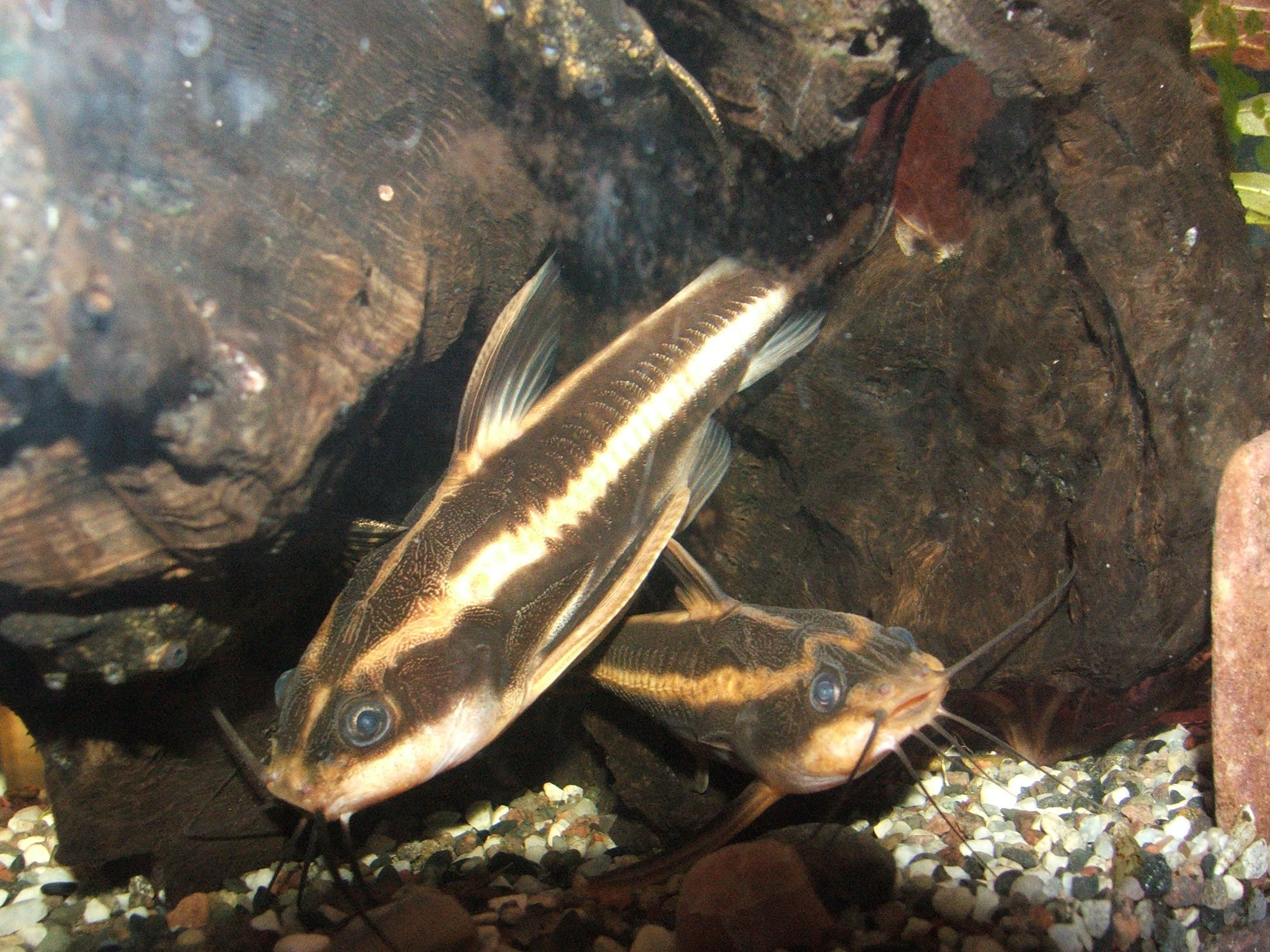
Liniendornwels
(Platydoras armatulus)

      - Liniendornwels (Platydoras armatulus)
      - Platydoras birindellii Sousa et al., 2018
      - Platydoras brachylecis
      - Platydoras costatus
      - Platydoras hancockii

    - Gattung Pterodoras Bleeker, 1862Pterodoras granulosus

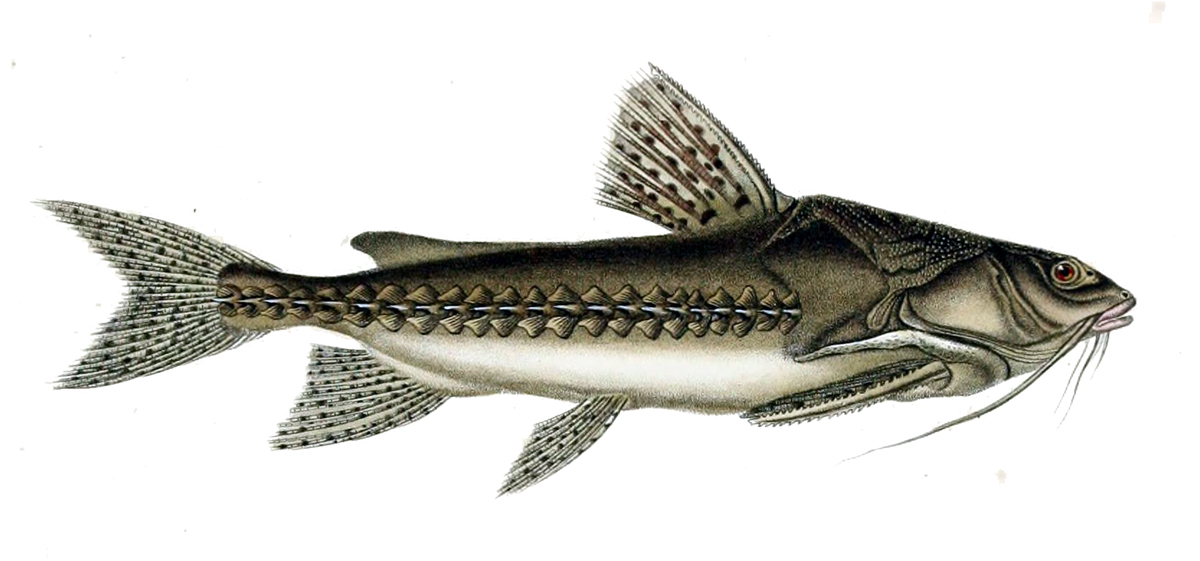
Pterodoras granulosus

      - Pterodoras granulosus  (Valenciennes, 1821)
      - Pterodoras rivasi (Fernández-Yépez, 1950)

    - Gattung Tenellus Birindelli, 2014[3]
      - Tenellus leporhinus (Eigenmann, 1912)
      - Tenellus ternetzi (Eigenmann, 1925)
      - Tenellus trimaculatus (Boulenger, 1898)

    - Gattung Trachydoras Eigenmann, 1925
      - Trachydoras brevis
      - Trachydoras gepharti Sabaj & Hernández, 2017
      - Trachydoras microstomus
      - Trachydoras nattereri
      - Trachydoras paraguayensis
      - Trachydoras steindachneri

  - Unterfamilie Rhinodoradinae Sabaj & Arce, 2021
    - Gattung Orinocodoras Myers, 1927
      - Orinocodoras eigenmanni

    - Gattung Rhinodoras Bleeker, 1862
      - Rhinodoras armbrusteri Sabaj, Taphorn & Castillo G., 2008
      - Rhinodoras boehlkei Glodek, Whitmire & Orcés, 1976
      - Rhinodoras dorbignyi (Kner, 1855)
      - Rhinodoras gallagheri Sabaj, Taphorn & Castillo G., 2008
      - Rhinodoras thomersoni Taphorn & Lilyestrom, 1984

    - Gattung Rhynchodoras Klausewitz & Rössel, 1961
      - Rhynchodoras woodsi
      - Rhynchodoras xingui

  - Unterfamilie Wertheimerinae Birindelli, 2014[3]Franciscodoras marmoratus

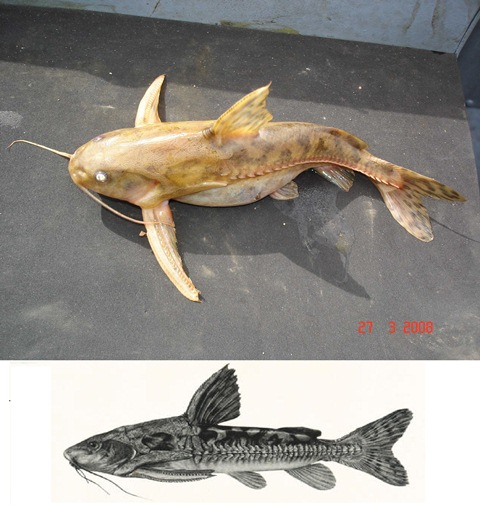
Franciscodoras marmoratus

    - Gattung Franciscodoras Eigenmann, 1925
      - Franciscodoras marmoratus

    - Gattung Kalyptodoras Higuchi, Britski & Garavello, 1990
      - Kalyptodoras bahiensis

    - Gattung Wertheimeria Steindachner, 1877
      - Wertheimeria maculata